# 于栄光
于 栄光（ユー・ロングァン、Yu Rongguang、1958年8月30日 - ）は中国北京出身の俳優、映画監督、アクション監督、武道家。京劇出身。中国・香港合作の『少林寺・激怒の大地』で映画界に入って以降、アクション俳優として活躍。ジャッキー・チェンとはプライベートでも行動を共にするほど非常に親しく、ジャッキーとの共演作も多い。ドニー・イェンからも非常に高い評価を受け、数多くの作品で共演。ドニーと共に主演を務めた『ワンス・アポン・ア・タイム・イン・チャイナ外伝/アイアンモンキー』は全米週末興行成績で初登場トップ10入りを果たしている。現在はアクション映画以外にも活躍の場を広げ、香港、中国、台湾、ハリウッドなどで幅広く活動している。

## 出演作品
（）内は原題、公開年など。 

### 映画
- 少林寺・激怒の大地（木綿袈裟 1983年）
- 天山回廊 ザ・シルクロード（海市蜃楼 1987年）
- （阮氏三雄 　別名:水滸英雄伝　1988年）
- ハイジャック 台湾海峡緊急指令（代號美洲豹　別名:美洲豹在行動 1988年）
- テラコッタ・ウォリア 秦俑（古今大战秦俑情 1989年）
- （血泪情仇 1989年）
- （聯手警探 1990年　※アクション監督兼）
- （武林聖闘士　別名:東濠遊侠 1992年　※アクション監督兼）
- ワンス・アポン・ア・タイム・イン・チャイナ外伝/アイアンモンキー（少年黄飛鴻之鐡馬騮 別名:鐡候子1993年）
- スウォーズマン 女神復活の章（笑傲江湖之風雲再起　別名:東方不敗之風雲再起 1993年）
- プロジェクトS（超級計画　別名:Super cop3 1993年）
- タクシーハンター（的士判官 1993年）
- 0061 北京より愛をこめて!?（国産凌凌漆 1994年）
- （一線生機 1994年）
- （青蜂侠 The Green Hornet  1994年）
- （香港一號通緝犯 1994年）
- （正月十五之一生一世 1994年）
- ラスト・エンプレス/西太后（慈禧秘密生活 別名:紫禁城秘伝　1995年）
- D&D/完全黙秘（給爸爸的信　別名:赤子威龍、父子武状元 1995年）
- （錯體追撃組合 1995年）
- （燃情狙撃手　別名:燃情男狙撃 1995年）
- （旺角的天空 1995年）
- （爆炸令 1995年）
- （空中小姐 別名:縁份的天空 1995年）
- （翺翔萬里  別名:霹靂神鷹 1995年）
- （失鎗神探 1996年）
- 少林寺十八銅人（少林寺十八小銅人　別名:銅馬鉄燕伝奇、古惑奇兵之兵行陰着 1996年）
- （衝鋒隊怒火街頭 1996年）
- （国産雪蛤成龍 1996年）
- （殺手三分半鐘 1996年）
- （東方快車 1996年）
- （雙天至尊II 1996年）
- （即時行刑　 別名:回家、反殺、火爆槍戦片 1996年）
- （忽然丈夫　別名:黒風血雨、臥底双雄、絶恋 1996年）
- （特種飛虎　別名:S.D.U.97 1997年）
- （護花驚情  1997年）
- （呢個乜野場　別名:快楽今宵 1997年）
- （血之是令　別名:黒道雌鷹 1998年）
- ドニー・イェン COOL（殺殺人 跳跳舞 1998年）
- （獵豹行動　別名:黒金行動、獵豹 1998年）
- 新・ドラゴン危機一発（新唐山大兄 1998年）
- 風雲 ストームライダーズ（風雲雄覇天下　別名:風雲  1998年）
- （詭計 1998年）
- （轟天綁架大富豪 1999年）
- （黒馬王子 1999年）
- （我的愛対你説 1999年）
- （逆我者死 1999年）
- （人皮屍画 1999年）
- シャンハイ・ヌーン（Shanghai Noon 西域成龍　別名:上海正午 2000年）
- （鉄男本色 2000年）
- （我在監獄的日子 2000年）
- （英雄神話 2000年）
- MUSA -武士-（무사 武士 2001年）
- （英雄無語  別名:喋血特工 2001年）
- （陌路相逢 2001年）
- （新江湖情 2001年）
- ツイ・ハークの霊戦英雄伝（僵屍大行動 2002年）
- （網劫 2003年）
- （力王之黒色擂台  別名:力王之狂狼 2003年）
- （蒸發疑雲　別名：人間蒸発 2003年）
- 香港国際警察/NEW POLICE STORY（新警察故事 2004年）
- （中南海保鏢之激情任務 2004年）
- （穿越圍城 2004年）
- （青春愛人事件 2004年）
- ディバージェンス 運命の交差点（三岔口 2005年）
- THE MYTH/神話（神話 2005年）
- （兄弟　別名:兄弟之生死同盟 2007年）
- （墓後追凶  別名:第七座墓志銘 2007年）
- 三国志（三国志龍的復活　別名:三國之見龍卸甲 2008年）
- アンダードッグ・ナイト（硬漢 2008年）
- （奪標　別名:The champions 2008年）
- ムーラン（花木蘭 2009年）
- （東風雨 2009年）
- ベスト・キッド（The Karate Kid 功夫夢 2010年）
- ラスト・ソルジャー（大兵小將 2010年）
- （越光寶盒 2010年）
- マイ・キングダム（大武生 2010年）
- （辺地狼煙 2011年）
- ポリス・ストーリー/レジェンド（警察故事2013  2013年）
- アース・レスキュー・デイ（末日救援  2021年）
- ジャイアント・スパイダーズ 巨大クモ群団の襲撃（巨蛛  2021年）
- ライド・オン（龍馬精神　2023年）
- 香港国際警察/NEW POLICE STORY 2 （新警察故事 2 製作中）

### テレビドラマ(主なもの）
- 三国志 （三國演義　1994年）
- （至高栄誉 1997年）
- （英雄広東十虎 1999年）
- （大宅門 2000年）
- （陸小鳳之鳳舞九天　別名:幽冥魔剣 2001年）
- スピリット・オブ・ドラゴン 精武英雄 陳真（精武英雄 陳真 2002年）
- （真情玫瑰 2002年）
- （爸爸叫紅旗 2002年）
- （有泪尽情流 2004年）
- ヒロイック・レジェンド（萍踪俠影 2004年）
- （粉墨王侯　別名:大武生 2006年）
- （偵探成旭之龍城歲月 2007年）
- （震撼世界的七日 2008年）
- （翡翠鳳凰 2009年 ※製作兼）
- 三国志 Three Kingdoms（三國　別名:新三國演義　2010年）
- イップ・マン（葉問 2013年）
- 岳飛伝 THE LAST HERO（精忠岳飛 2013年）
- 舞楽伝奇～遥かなる旅路～（中国語版）（舞楽伝奇 2014年 ※製作兼）
- 紅いコーリャン 〜紅高梁（紅高粱 2014年）
- 三国志〜趙雲伝〜（武神趙子龍 2015年）
- 皇后の記（大玉儿传奇 2015年）
- キングダム 戦国の七雄（风云战国之列国 2019年）

## 監督作品

### 映画
- （校車　2013年 ※出演兼）

### テレビドラマ(主なもの）
- （平安事務所 1997年 ※製作・出演兼）
- （生死柬 2003年 ※出演兼）
- （天和局　別名:馬店 2005年 ※出演兼）
- （狼毒花　2006年 ※出演兼）
- （牧馬人 2011年 ※出演兼）
- 絢爛たる一族 〜華と乱〜（木府風雲 2012年 ※製作・出演兼）
- （勧和小組 2012年 ※出演兼）